# Tastykara
Tastykara (ryska: Тастыкара) är en ort i Kazakstan.   Den ligger i oblystet Almaty, i den sydöstra delen av landet, 1 000 km söder om huvudstaden Astana. Tastykara ligger 634 meter över havet och antalet invånare är 1 962.
Terrängen runt Tastykara är huvudsakligen platt, men åt sydost är den kuperad. Runt Tastykara är det ganska glesbefolkat, med 40 invånare per kvadratkilometer. Närmaste större samhälle är Issyk, 15,6 km sydost om Tastykara. Trakten runt Tastykara består till största delen av jordbruksmark.